# ألفارو أنتون
ألفارو أنتون (بالإسبانية: Álvaro Antón)‏ هو لاعب كرة قدم إسباني، ولد في 28 ديسمبر 1983 في باينايلا دي لوس بارويكس في إسبانيا. لعب مع بونفيرادينا وراسينغ فيرول وريال بلد الوليد ب وريال بلد الوليد وريكرياتيفو ونادي غوادالاخارا ونادي كارتاخينا ونومانسيا.

## وصلات خارجية
- ألفارو أنتون على موقع قاعدة بيانات كرة القدم.إي يو (الإنجليزية)
- ألفارو أنتون على موقع Soccerway.com (الإنجليزية)
- ألفارو أنتون على موقع AS.com (الإسبانية)